# オータン
オータン（仏: Autun）はブルゴーニュ＝フランシュ＝コンテ地域圏ソーヌ＝エ＝ロワール県にある都市。オータンの住民はオーチュノワ（仏: Autunois）と呼ばれる。

## 歴史
オータンは歴史有る都市で、紀元前1世紀ごろにローマ帝国の初代皇帝、アウグストゥスの勅許によって建設された。当時の名称はアウグストドゥヌム（Augustodunum, アウグストゥスの砦、の意）であり、現在の市名はこれが転訛したものである。
ナポレオン・ボナパルトと兄ジョゼフはこの地のリセの出身である（そのリセは現存する）。1788年-1790年にかけては、シャルル・モーリス・ド・タレーラン＝ペリゴールがこの都市の司教であった。
2002年の2月にはユルスリーヌ国際文化センターが開設されている。

## 観光
- ローマ帝国時代の遺跡が存在する。
- サン・ラザール大聖堂　（ロマネスク彫刻の傑作を有することで世界的に知られる）
- ロラン美術館

## 姉妹都市
- インゲルハイム・アム・ライン(ドイツ)
- スティーブニジ(イギリス)
- 川越市(日本)
- アレバロ　(スペイン)

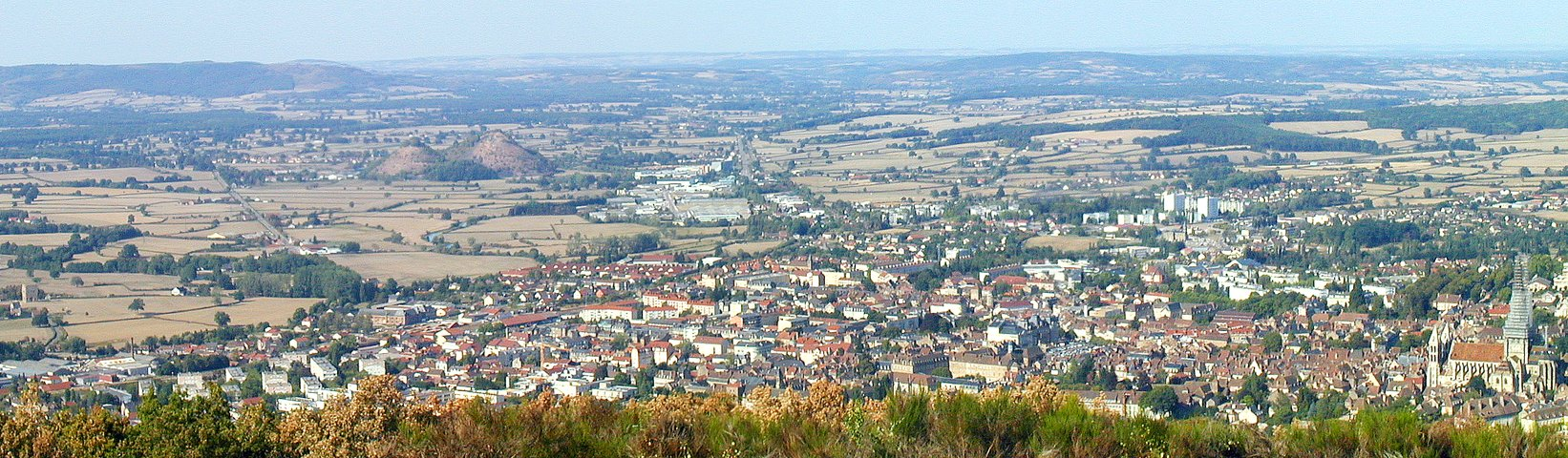
オータンのパノラマ